# Galileijevo načelo relativnosti
Galileijevo načelo relativnosti (po G. Galileiju) je načelo klasične fizike prema kojem svi prirodni zakoni imaju isti matematički oblik u svim inercijskim sustavima, to jest svi su inercijski sustavi međusobno ravnopravni i nije moguće promatranjem mehaničkih procesa u nekom inercijskom sustavu utvrditi giba li se on ili miruje. Izvorno se odnosilo na mehaniku, a razumijevale su se brzine znatno manje od brzine svjetlosti i jednako protjecanje vremena u svim referentnim sustavima. S pomoću Galileijevih transformacija mogle su se preračunati koordinate položaja i brzine čestica u različitim referentnim sustavima. Galileijevo načelo relativnosti ne vrijedi ako su brzine promatranih gibanja sustava ili čestica u sustavima bliske brzini svjetlosti; tada gibanja opisuje teorija relativnosti, a za preračunavanje koordinata položaja i brzina čestica primjenjuju se Lorentzove transformacije.

## Načelo relativnosti
Načelo relativnosti ili princip relativnosti je načelo koje tvrdi da je svako gibanje relativno te da su u dvama referentnim sustavima koji se uzajamno gibaju jedan prema drugome položaji i brzine čestica, a u posebnoj teoriji relativnosti i vrijeme, različiti, dok se u ubrzanim sustavima pojavljuju i dodatne inercijske sile.